# Izquierda Ecológica
La Izquierda Ecológica (en alemán: Ökologische Linke,  ÖkoLinX) es un partido político alemán, fundado en 1991 por exmiembros de Alianza 90/Los Verdes.

## Historia
El partido fue fundado en diciembre de 1991 por exmiembros de Alianza 90/Los Verdes y la organización ultraizquiedista Izquierda Radical, la cual en ese momento era vigilada por la Oficina Federal para la Protección de la Constitución.
Hasta el momento, el partido ha prosperado sólo en el ámbito local en Fráncfort del Meno. Participó en las elecciones municipales de 2001, 2006 y 2011, obteniendo en cada una de las elecciones un escaño en el Parlamento local. 
En las elecciones locales de Renania del Norte-Westfalia en 2004, la Izquierda Ecológica participó en Colonia donde obtuvo un 0,44% de los votos. En 2009 alcanzó el 0,41%. En las Elecciones estatales de Renania del Norte-Westfalia de 2005, ganó sólo 184 votos y obtuvo el 0,002% de los votos, siendo el tercer partido con menos votación. En las elecciones estatales de 2010 presentó un candidato directo en el distrito electoral de Colonia III, el cual recibió un 0,2 por ciento los votos directos en el distrito.
En las Elecciones estatales de Hesse de 2013, la Izquierda Ecológica obtuvo 34 votos directos.
En las Elecciones al Parlamento Europeo de 2019, el partido obtuvo 35.794 votos y el 0.1%.